# Xian de Chengkou
Le xian de Chengkou (城口县 ; pinyin : Chéngkǒu Xiàn) est une subdivision de la municipalité de Chongqing en Chine.

## Démographie
La population du district était de 212 753 habitants en 1999.